# Sylvia ou la Nymphe de Diane
Pour les articles homonymes, voir Sylvia.

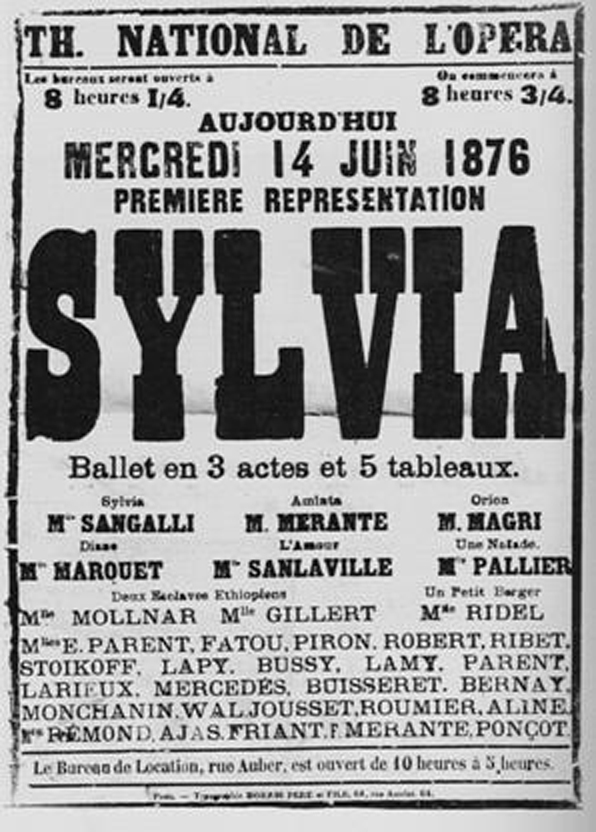
Affiche pour la première mondiale de Sylvia à l'Opéra de Paris en 1876

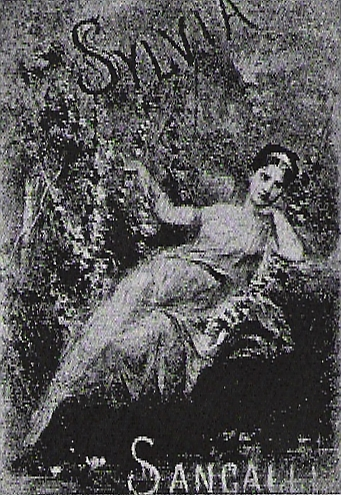
Rita Sangalli dans le rôle de Sylvia (1876).

Sylvia, initialement intitulé Sylvia ou la Nymphe de Diane, est un ballet en trois actes de Léo Delibes, livret de Jules Barbier et Jacques de Reinach, créé à l'Opéra Garnier le 14 juin 1876.
Classique sous maints aspects bien que possédant des caractéristiques propres qui le rendent unique, ce ballet est remarquable par son cadre mythologique, sa riche chorégraphie créative, et, surtout, sa partition. Une suite orchestrale date de 1880.

## Historique
Le livret s'inspire du poème Aminta que Le Tasse écrit en 1563 pour la cour de Ferrare. Jules Barbier et le baron de Reinach l'adaptent pour le ballet de l'Opéra de Paris,.
En 1875, Louis Mérante est pressenti pour écrire la chorégraphie de l'œuvre en raison de son expérience en tant que Premier maître de ballet à l'Opéra de Paris et du fait que tous les autres chorégraphes capables de faire ce travail n'étaient pas disponibles à l'époque.
La première répétition de Sylvia a lieu le 15 août 1875 avec seulement le tiers de la partition. Delibes remanie sans cesse l'arrangement musical tout le temps de la mise au point de la chorégraphie et souvent avec l'aide de Mérante et de la ballerine Rita Sangalli qui doivent avoir chacun un rôle dans le ballet. Mérante est particulièrement exigeant. Il demande sans arrêt des changements dans la partition afin qu'elle s'accorde avec sa gestuelle et non pas l'inverse. Pourtant, Léo Delibes effectuait les modifications rapidement.
Sylvia est le premier ballet représenté à l'Opéra Garnier qui vient d'être inauguré. Il est monté avec un luxe qui s'est avéré être excessif. Le décor somptueux de Jules Chéret, chichement éclairé, nuit à la qualité de la production alors que les costumes conçus par Lacoste sont très appréciés. Finalement, c'est la partition de Delibes qui sauve le ballet du désastre. Sans sa contribution, il serait vite tombé dans l'oubli. Il faut attendre la chorégraphie de Frederic Ashton en 1952 pour populariser le ballet. Cette chorégraphie restera la base des productions de 1997, 2004, 2005 et 2009.
Âgée à l'époque de 27 ans, Rita Sangalli était la principale ballerine de l'Opéra, et donc le meilleur choix pour interpréter Sylvia. Sangalli a un « physique superbe » mais une danse très moyenne. Elle est néanmoins la seule danseuse connaissant parfaitement le rôle, de sorte que l'opéra a dû fermer momentanément ses portes lorsqu'elle s'est blessée.

## Personnages
| Personnages principaux                                                  | Première, 14 juin 1876 |
| ----------------------------------------------------------------------- | ---------------------- |
| Sylvia, nymphe chasseresse fidèle à Diane et objet du désir d'Aminta    | Rita Sangalli          |
| Aminta, jeune berger amoureux de Sylvia                                 | Louis Mérante          |
| Éros, divinité de l'Amour                                               |                        |
| Diane, déesse de la chasse et de la chasteté dans la mythologie romaine |                        |
| Orion, diable chasseur qui suit et enlève Sylvia                        |                        |
| Veneurs, naïades, dryades, faunes, paysans                              |                        |

Source : .

## Argument
« Un homme aime une femme, la femme est capturée par un méchant homme, la femme est rendue à l'homme par Dieu. » — Sir Frederick Ashton (1952).
Le livret de Sylvia est fréquemment considéré comme médiocre. Il faut reconnaître que l'histoire ne permet pas beaucoup d'interprétation personnelle et n'est guère captivante. De fait, lorsque Ashton chorégraphie le ballet en 1950, il retravaille le scénario tout en retenant les thèmes classiques. Pour les mêmes raisons, Morris simplifie le scénario pour sa production de 2004.

### Acte I: Une forêt sacrée
Le ballet débute par une scène de vénération : des êtres humains dansent devant Éros. Aminta, un humble berger, tombe par hasard sur eux et interrompt leur rituel. Sylvia, objet du désir d'Aminta, entre en scène avec son détachement de chasseurs et se moque du dieu de l'amour. Aminta tente de se dissimuler mais Sylvia le découvre et, ulcérée, tourne son arc en direction d'Éros. Aminta tente de protéger la divinité et est blessé. Éros, à son tour, vise Sylvia. Elle est touchée mais, bien que blessée superficiellement, elle est emmenée dans les coulisses.
Orion, un chasseur qui convoite également Sylvia, sort de sa cachette et se réjouit devant Aminta, inconscient. Sylvia revient. Elle est, cette fois, plus attentionnée avec Aminta. Mais tandis que la chasseresse se lamente sur sa victime, elle est enlevée par Orion. Les paysans pleurent sur Aminta jusqu'à ce qu'Éros, masqué, ranime le berger. Il révèle sa véritable identité et informe Aminta des actions d'Orion.

### Acte II: Une grotte dans l'île d'Orion
Sylvia est captive dans le repaire d'Orion. Ce dernier la tente avec des pierres précieuses et du vin mais sans résultat. Sylvia pleure maintenant Aminta et chérit la flèche arrachée de sa poitrine. Sylvia enivre son ravisseur jusqu'à le rendre inconscient. Cela fait, elle récupère sa flèche et appelle Éros à l'aide. Ce dernier arrive rapidement et fait apparaître à Sylvia l'image d'Aminta qui l'attend. Tous deux repartent en direction du temple de Diane.

### Acte III: Un bord de mer près du temple de Diane
Aminta gagne le temple de Diane où se déroulent des bacchanales. Sylvia arrive peu après avec Éros. Après quelques instants de joie, arrive Orion à la recherche de Sylvia. Il se bat avec Aminta tandis que Sylvia se barricade à l'intérieur du temple. Orion tente de la suivre. Scandalisée, la déesse de la chasse châtie Orion et empêche l'union d'Aminta et de Sylvia. Compatissant, Éros intercède auprès de Diane. La déesse, se souvenant de son amour pour le jeune pâtre Endymion, revient sur sa décision. Aminta et Sylvia sont à nouveau réunis avec la bénédiction des divinités.

## Numéros musicaux

### Acte I
1. Prélude
2. Les Faunes et dryades (Scherzo)
3. Le Berger (Pastorale)
4. Grand pas des chasseresses
5. Intermezzo
6. Valse lente
7. Scène
8. Cortège rustique
9. Scène
10. Entrée du sorcier (Finale)

### Acte II
11. Entr’acte
12. La Grotte d’Orion (Scène)
13. Pas des Éthiopiens
14. Chant bacchique
15. Scène et danse de la Bacchante
16. Scène finale

### Acte III
17. Grand cortège de Bacchus (Marche)
18. Scène
19. Danse barcarolle
Divertissement :
20. Variation dansée (Pizzicato)
21. Pas d’andante
22. Pas des esclaves
23. Variation dansée (valse)
24. Strette : Galop général
25. Le Temple de Diane (Finale)
26. L’Apparition d’Endymion (Apothéose)

## Analyse de l'œuvre
Sylvia est habituellement considéré comme un ballet classique. C'est un amalgame de musique typique de la fin du XIXe siècle appliquée à un cadre mythique indéfinissable. Le tout donne une impression de démodé. Cependant, le ballet est tout à fait révolutionnaire pour son époque. L'œuvre de Delibes est très certainement innovante à bien des égards et est encore considérée comme d'importance pour sa créativité et sa maturité. La chorégraphie de Frederick Ashton est un complément parfait à cette musique de ce point de vue : elle adhère étroitement à l'esprit de la partition originale tout en incorporant des techniques modernes.

### La partition
Le ballet Sylvia, et Coppélia avant lui, sont fréquemment présentés comme les premiers ballets modernes en raison de leur partition. Tchaikovsky, qui a eu l'occasion de voir Sylvia à Vienne un an après sa première parisienne de 1876, s'enthousiasme sur l'inventivité de Sylvia. Il en fait part à son ami et compositeur Sergei Taneyev en ces termes : « [C'est] le premier ballet dans lequel la musique constitue non seulement le principal mais le seul intérêt. Quel charme, quelle élégance, quelles richesses dans la mélodie, le rythme, l'harmonie,. » Bien que ce jugement puisse être un peu exagéré, il exprime quelque chose d'important quant à la singularité du ballet. La partition en est variée et riche. Elle inspire le décor et les costumes. Loin de laisser les danseurs à l'arrière-plan, elle les met en valeur. Enfin elle accompagne « l'action ». La musique de Sylvia est aussi remarquable par l'utilisation fréquente de leitmotivs, une nouveauté pour l'époque. Un tel choix stylistique est caractéristique de Delibes, grand admirateur de Wagner. À l'évidence, il est fort possible que Wagner soit responsable des métamorphoses symphoniques plus modestes des diverses fanfares dans Sylvia comme le fait remarquer Ivor Forbes Guest dans l'édition 1954 du Ballet Annual. En particulier celle d'Orion où figure l'intervalle menaçant de triton, quarte augmentée ou encore « diabolus in musica », qui est aussi la marque d'une autre créature vivant dans un repaire : Fafner transformé en dragon dans Siegfried. En fait, c'est souvent Wagner que l'on retrouve derrière les passages les plus épiques de Sylvia, et tout particulièrement derrière l'entreprenante mélodie de cuivres qui soutient les cordes enflammées de « Les chasseresses », où les fidèles de Diane pourraient passer pour d'antiques Walkyries capables toutefois d'adopter un pas plus léger.
Pourtant, le modèle pour « Les Chasseresses » est sûrement français : le « Chasse royale et orage » des Troyens d'Hector Berlioz. Delibes le connaît bien. En tant que chef de chœur à l'occasion de la première des Troyens à Carthage en 1863, il dirige les chœurs derrière la scène et leurs cris orgiaques au moment où le célèbre morceau atteint son point culminant (on retrouve « Évohé ! », exclamation isolée, dans le numéro du « Cortège de Bacchus » dans Sylvia). Les miniatures à la composition excentrique des courts divertissements de Berlioz ont également laissé leur empreinte sur les passages tels que le « Pas des Éthiopiens » avec son piccolo orientale, une pièce proche - tout en s'en distinguant - de la danse des servantes nubiennes dans Didon et Énée. Delibes maintient la tradition et, à son tour, inspire les danses occidentales des opéras de Jules Massenet qui démarre en grande pompe avec l'inventivité du Roi de Lahore.
Le monde virgilien de Berlioz avec ses faunes, ses satyres et ses dryades est la toile de fond utilisée dans Sylvia. « La musique de Delibes parvient souvent à sublimer le décor, plus que Berlioz n'en fut jamais capable. »
Un autre choix intéressant qu'a fait Delibes est l'utilisation non négligeable des cuivres et des instruments à vent, particulièrement au cours du prélude. Delibes est également le premier compositeur a écrire pour le saxophone alto, instrument utilisé dans les sections nécessitant un instrument à vent transpositeur telle que la barcarolle de l'acte III.
Mais c'est surtout pour deux sections du ballet que la partition est réputée : le prélude du premier acte et le pizzicato du troisième.

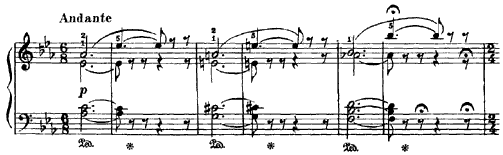
Premières mesures du Pizzicato.

Le compositeur garde en permanence à l'esprit que ses personnages mythologiques doivent danser, ce qui ne l'empêche nullement de leur permettre également de chanter avec l'orchestre. On retrouvera, par la suite, des idées mélodiques de ce genre dans les duos entre Lakmé et son amant anglais Gerald (un exemple de « la mélodie éternelle »). Dans la scène où Sylvia tente d'enivrer Orion, le thème passe avec fluidité de la chanson à la danse en fin de phrase pour, au paroxysme, se lancer dans ce qui paraît être un avant-goût de ragtime au moment où culmine la Strette-Galop de l'acte III.
Les trouvailles de Delibes ne s'arrêtent pas là : la bacchanale à la fin de la première scène du dernier acte est bien plus pompeuse que la Joyeuse Marche de Chabrier mais Delibes fait suivre ses fanfares de trompettes par une orgie d'exubérance orchestrale. Edward Elgar reprendra l'idée de Delibes de couronner une marche d'une reprise fortissimo de son air principal dans sa première marche de Pomp and Circumstance.

### Instrumentation
La partition est ainsi publiée par les éditions Leduc :
| Instrumentation de Sylvia                                                                         |
| Bois                                                                                              |
| 2 flûtes, 2 hautbois, 1 Cor anglais, 2 clarinettes, 2 bassons                                     |
| Cuivres                                                                                           |
| 4 Cors d'harmonie (ou cors français), 4 trompettes (dont 2 cornets à piston), 3 trombones, 1 tuba |
| Percussions                                                                                       |
| timpani, petites cymbales, grosse caisse avec cymbales, triangle, glockenspiel                    |
| Cordes                                                                                            |
| 1 harpe, premiers violons, seconds violons, altos, violoncelles, contrebasses                     |

Pour ce qui est de la couleur de l'orchestre, Delibes exploite les ressources d'un orchestre standard tout en faisant preuve d'ingéniosité : le cor anglais, alors assez peu utilisé, donne à la seconde danse bachique de Sylvia une note occidentale et le saxophone alto de la « barcarolle » flotte avec lyrisme (on pourra en trouver d'autres illustrations dans L'Arlésienne de Georges Bizet et Werther de Jules Massenet).

### Chorégraphie
La chorégraphie de Sylvia est également en avance sur son temps. Celle de Mérante (1876) - et donc celles qui en découlent - sont considérées comme séditieuses pour avoir mis en scène des ballerines habillées de vêtements masculins, chose inédite à ce jour. Malgré ces « innovations », la chorégraphie de Sylvia reste un ballet de la période romantique.
Le ballet d'Ashton est bien plus contemporain : tout lui en conservant un côté classique, il a été modernisé. La chorégraphie de 1952 du ballet incorpore de nouvelles techniques intéressantes telles que le mélange de danse et de pantomime ainsi que des jeux de jambes plus complexes, typiques de la manière de faire d'Ashton,. L'écrivain Arnold Haskell dit de lui : « […] il accepte dans  Sylvia  le défi de s'adapter à la période musicale sans arriver au pastiche ; et jamais le mouvement qu'il amène ne nous paraît moderne ou ancien ». Gillian Murphy note que cette chorégraphie était très stimulante, particulièrement pour elle qui tenait le rôle principal dans la production de l'ABT en 2005. Ashton a arrangé le ballet pour le talent et l'adresse de Margot Fonteyn. En conséquence, toute personne qui dansait le rôle devait être en mesure de faire ce qu'elle faisait et, à cette époque, « l'éventail de sa danse [était] inégalé, » (Barnes).
Il est à noter que cette chorégraphie renferme de difficiles pas de deux, dont celui particulièrement spectaculaire du troisième acte qui constitue le temps fort du ballet.

### Influences
L'aspect peut-être le plus attachant de Sylvia est probablement sa composition brillante. Il en découle que son influence a surtout été musicale, en particulier sur Le Lac des cygnes. Ce célèbre ballet, écrit juste avant la première de Sylvia, est généralement considéré comme l'un des meilleurs de l'époque. Cependant, Tchaïkovski lui-même préfère le ballet de Delibes à sa propre œuvre qu'il définit comme « un pauvre truc en comparaison'. » Tchaïkovski avoue au compositeur russe Sergei Taneyev : « J'ai eu honte. Si j'avais connu cette musique auparavant, je n'aurais, bien sûr, jamais écrit Le Lac des cygnes. » Sylvia a influencé nombre d'autres compositeurs et chorégraphes tels que George Balanchine, Vincent d'Indy, Camille Saint-Saëns et Claude Debussy.

## Principales productions
| Première          | Compagnie                      | Chorégraphe                          | Rôles principaux                                    | Notes | Sources |
| ----------------- | ------------------------------ | ------------------------------------ | --------------------------------------------------- | --- | ------- |
| 14 juin 1876      | Ballet de l'Opéra de Paris     | Mérante                              | Rita Sangalli                                       | Première mondiale | [ 5 ]   |
| 1892              | Ballet de l'Opéra de Paris     | Mérante                              | Rosita Mauri                                        | Décors détruits par un incendie après deux ans | [ 5 ]   |
| 15 décembre 1901  | Ballets impériaux              | Ivanov, Gerdt, Legat                 | Olga Preobrajenska                                  | | [ 12 ]  |
| 1911              | Liverpool Empire Theatre       | Wilhelm                              |                                                     | | ,       |
| 19 décembre 1919  | Ballet de l'Opéra de Paris     | Staats                               | Carlotta Zambelli                                   | | ,       |
| 1941              | Paris Opera Ballet             | Lifar                                | Susanne Lorcia, Solange Schwarz                     | Décors et costumes de Maurice Brianchon, musique de Léo Delibes                                                                                      | ,       |
| 1er décembre 1950 | New York City Ballet           | Balanchine                           | Maria Tallchief, Nicholas Magallanes                | Version écourtée |         |
| 3 septembre 1952  | Royal Ballet                   | Ashton                               | Margot Fonteyn, Michael Somes                       | Production la plus connue | [ 10 ]  |
| 20 août 1964      | American Ballet Theatre        | Balanchine                           | Sonia Arova, Royes Fernandez                        | Reprise du ballet de 1950. Première interprétation aux États-Unis.                                                                                   | ,       |
| 9 juin 1965       | Royal Ballet en tournée        | Frederick Ashton                     | Margot Fonteyn, Attilio Labis                       | Troisième acte abrégé; nouvelle variation pour Aminta                                                                                                | [ 14 ]  |
| 16 décembre 1967  | Royal Ballet                   | Ashton (avec quelques modifications) | Nadia Nerina, Gary Sherwood                         | Un acte | [ 14 ]  |
| 11 novembre 1979  | Opéra de Paris                 | Lycette Darsonval                    | Noelle Pontois, Jean Yves Lormeau, Cyril Atanassov  | Décors et costumes Bernard Daydée |         |
| 1979              | Ballet National de Chine Pékin | Lycette Darsonval                    | Zhang Dan Dan                                       | reprise de la version de l'Opéra de Paris |         |
|                   |                                |                                      |                                                     | |         |
| 1993              | Birmingham Royal Ballet        | David Bintley                        | Miyako Yoshida                                      | | [ 12 ]  |
| 1997              | Ballet de l'Opéra de Paris     | John Neumeier                        | Aurélie Dupont, Manuel Legris                       | Cette production est sous-titrée Trois poèmes chorégraphiques sur un thème de la mythologie. Ne fait pratiquement pas appel à l'intrigue de Barbier. | ,       |
| 2004              | The Royal Ballet               | Frederick Ashton                     | Darcey Bussell, Zenaida Yanowsky ou Marianela Nunez | Production récente | [ 26 ]  |
| 30 avril 2004     | San Francisco Ballet           | Mark Morris                          | Yuan Yuan Tan, Yuri Possokhov                       | Production récente | ,       |
| 4 juin 2005       | American Ballet Theatre        | Frederick Ashton                     | Paloma Herrera, Angel Corella                       | Production récente 2 actes | [ 10 ]  |

Cette liste ne mentionne que les productions complètes ou marquantes mais il y a eu bien d'autres productions de courts extraits, particulièrement à Londres.

### Les Ballets impériaux: Ivanov et Gerdt (1901)
La création russe de Sylvia a lieu aux Théâtres impériaux de Saint-Pétersbourg le 2 décembre 1901. Il s'agit de la plus importante production après celle, originale, de 1878 bien que des extraits du ballet ait été interprétés au théâtre Arcadia de Saint-Pétersbourg dès 1886 par la ballerine Antoinetta Dell'Era et, que le ballet, dans sa totalité, ait été monté au théâtre Fantasia de Moscou,en 1892, pour la danseuse Carlotta Brianza,.

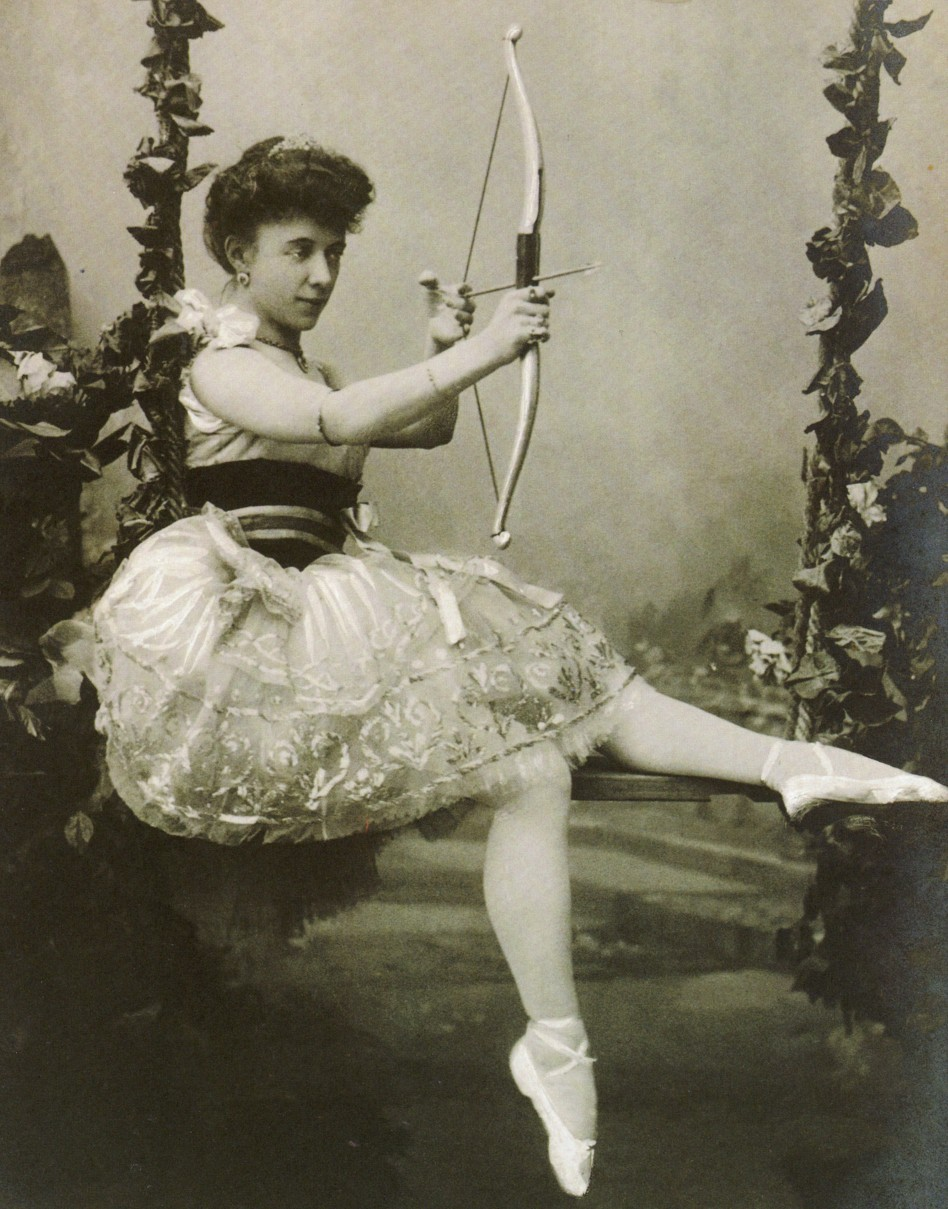
Olga Preobrajenska dans le rôle titre de Sylvia, Saint-Pétersbourg, 1901.

Serge Volkonski confie à Serge de Diaghilev le soin de monter Sylvia pour la saison 1900-1901 des Théâtres impériaux. Il crée une production qui conforte la réputation des Théâtres impériaux. Les décors et costumes sont d'Alexandre Benois, dont c'est la pièce favorite. La chorégraphie est confiée aux frères Serge et Nicolas Legat. Une confrontation avec le Prince Volkonski conduit à l'abandon du projet et marque la fin de leur coopération et amène Diaghilev à fonder les Ballets russes en 1909. Le ballet est reprogrammé pour la saison 1901-1902 des Théâtres impériaux dans une version du Second maître de ballet Lev Ivanov. Le décès de ce dernier au mois de décembre 1901 contraint la direction des Théâtres impériaux de confier le projet au Premier danseur Pavel Gerdt. L'ultime contribution d'Ivanov à l'historique du ballet est peut-être d'avoir changé le titre Sylvia ou la Nymphe de Diane en celui, plus simple, de Sylvia.
La danseuse-étoile Olga Preobrajenska se voit attribuer le rôle-titre et Sege Legat celui du berger Aminta. La jeune Agrippina Vaganova fait ses débuts dans le second rôle d'une nymphe et Pavel Gert interprète Orion.
Bien que les danses de Preobrajenska ait connu un franc succès, le ballet lui-même ne le fut pas. Nombre de critiques ont reproché à la chorégraphie d'Ivanov/Gerdt d'être de piètre qualité et l'argument un peu léger. L'autre élément ayant contribué à l'échec du ballet est que la direction n'a pas alloué de crédit pour les décors. Il a fallu se servir des décors utilisés pour d'autres œuvres qui ne sont plus interprétées. Sylvia est retiré du répertoire après seulement cinq représentations mais des extraits continuent d'être interprétés à l'occasion de galas.
La ballerine Anna Pavlova inscrit de nombreux extraits de cette production de 1902 (à la chorégraphie revue par le maître de ballet Ivan Clustine) dans sa légendaire tournée mondiale. Un des spectateurs n'est autre que le jeune Frederick Ashton dont le souvenir de l'interprétation dansée de Pavlova inspirera sa propre chorégraphie pour Margot Fonteyn en 1952.

### The Royal Ballet: Ashton (1952)
Le chorégraphe britannique Frederick Ashton reprend la chorégraphie de Sylvia en 1952. D'après la légende, un rêve au cours duquel Delibes aurait chargé Ashton de donner vie à son ballet sous-estimé du public serait à l'origine de son intérêt pour ce ballet. Dès son réveil, le chorégraphe s'attelle à la tâche. Il met l'accent sur le rôle-titre et chorégraphie le ballet comme un hommage à Margot Fonteyn, ballerine avec laquelle il a coutume de travailler. Le critique Clive Barnes écrit : « La totalité du ballet est une couronne présentée par le chorégraphe à sa ballerine »,. La « couronne » est interprétée par le Royal Ballet le 3 septembre 1952 au Royal Opera House. Ashton a également modifié le livret de Barbier pour apporter plus d'intérêt à l'histoire. Lors de la première Margot Fonteyn danse le rôle-titre, Michael Somes tient le rôle d'Aminta, l'acteur américain John Hart celui d'Orion et Alexandre Grant celui d'Eros.

### San Francisco Ballet: Morris (2004)
La production de Sylvia par le San Francisco Ballet a lieu au mois d'avril 2004. C'est la première fois que le ballet est représenté sur le territoire des États-Unis. C'est également la seule version récente qui ne soit pas établie sur la chorégraphie d'Ashton. Mark Morris en a réalisé la chorégrahie sur la demande d'Helgi Tomasson, directeur artistique du San Francisco Ballet. Morris reste très proche de la méthodologie et du style que Mérante a initiés pour la production originale de 1876. « Je me sers de la partition et du livret exactement tels qu'ils ont été conçus. »,. Le choix de Morris est très simple à comprendre : la nature de la musique est étroitement liée à la chorégraphie de Mérante en raison même des circonstances de sa conception. Il en découle que la reprise de Morris est bien plus proche de l'original que d'autres productions récentes. Le San Francisco Ballet danse Sylvia en 2004, 2005 et du 21 avril au 7 mai 2006. Lors de la première de 2004, le rôle-titre est confié à Yuan Yuan Tan.

### The Royal Ballet/American Ballet Theater: Ashton (2004-2005)
Cette production de Sylvia, la troisième du Royal Ballet, est donnée du 4 novembre au 3 décembre 2004 à l'occasion du centième anniversaire de la naissance d'Ashton, fondateur de la compagnie. Le ballet est monté par Christopher Newton qui, reconstruit la chorégraphie originale pour le Royal Ballet à partir de souvenirs. Il prévoit trois distributions : la première avec Darcey Bussell et Jonathan Cope, la seconde avec Zenaida Yanowsky et David Makhateli, la dernière avec Marianela Núñez et Rupert Pennefather.
À la demande de Metropolitan Opera, Christopher Newton reprend sa production avec l'American Ballet Theater. Les extraits de La Source qui permettent traditionnellement d'étoffer la partition sont supprimés.
La dernière production du Met a lieu le 4 juin 2005. Paloma Herrera est Sylvia, Angel Corella tient le rôle d'Aminta, Jesus Pastor celui d'Orion, Craig Salstein est Eros et Carmen Corella, Diane.

## Postérité
En 2014, la Variation dansée (pizzicati) est interprétée au concert du nouvel an à Vienne, sous la direction de Daniel Barenboim. C'est la seule fois où une œuvre de Delibes est entendue lors de ce traditionnel concert.

## Discographie partielle
Intégrale
- Orchestre symphonique de Londres, Anatole Fistoulari (dir.) - 1957, Mercury (+ intégrale de Coppélia par l'Orchestre symphonique de Minneapolis, Antal Dorati, 1958)

Suite d'orchestre
- Orchestre symphonique de San Francisco, Pierre Monteux (dir.) - 1953, RCA (+ Suite d'orchestre de Coppélia et ballet de Faust de Gounod)